# Grete Berger
Grete Berger (nacida Margarethe Berg; 11 de febrero de 1883 – 23 de mayo de 1944) fue una actriz de teatro y cine austríaco-alemana cuya carrera llegó a su fin tras el ascenso del Partido Nazi en 1933. Berger fue asesinada en el campo de concentración de Auschwitz en 1944, poco después de su llegada.

## Carrera
Grete Berger nació como Margarethe Berg en el seno de una familia judía de la Silesia austríaca. Comenzó su formación con la profesora de interpretación Rosa Roth en Viena. Debutó el 1 de septiembre de 1903 en el Deutsches Theater de Berlín. En 1904 empezó a trabajar en el Deutsches Theater con el director y pedagogo teatral Max Reinhardt, donde interpretó papeles de personajes juveniles. En 1911 actuó con el grupo de Reinhardt en Edipo Rey, de Sófocles, en giras por Praga y San Petersburgo. Otros papeles destacados en Berlín fueron el de Puck en El sueño de una noche de verano, de Shakespeare, el papel principal de Electra, de Hugo von Hofmannsthal, Désirée en The Count of Charolais, de Richard Beer-Hofmann, Marikke en Johannisfeuer, de Hermann Sudermann, y Rahel en The Jewess of Toledo, de Franz Grillparzer.
En 1913 y 1914 apareció ante la cámara en varias películas mudas y se dio a conocer como protagonista femenina de la condesa Margit Schwarzenberg en la película de terror de 1913 The Student of Prague, dirigida por Stellan Rye y Paul Wegener. Stellan Rye también la incluiría en el reparto de otras películas suyas, entre ellas varias de terror escritas por Hanns Heinz Ewers, entonces pareja sentimental de Berger. Tras el estallido de la Primera Guerra Mundial en 1914, Berger regresó a los escenarios. En la década de 1920 participó en varias películas, entre ellas varias dirigidas por Fritz Lang. Tras su última película, The Land Without Women, de 1929, Berger dejó de trabajar en la industria.

## Persecución nazi y muerte
La llegada al poder de los nacionalsocialistas en 1933 y la aplicación de leyes y restricciones antisemitas significaron el fin de la carrera de Berger.
Posteriormente huyó con su marido a Italia, donde fue detenida por las autoridades de ocupación alemanas en el transcurso de una caza general de judíos el 7 de abril de 1944 en San Donato Val di Comino, cerca de Roma. Su deportación a un campo de concentración nacionalsocialista estaba prevista para el 10 de abril de 1944. Fue trasladada al campo de recogida y tránsito de judíos de Fossoli, cerca de Carpi. Allí conoció a su antiguo colega del Deutsches Theater alemán de Reinhardt, Jacob Feldhammer. Desde Fossoli, las fuerzas de ocupación alemanas deportaron a ambos actores el 16 de mayo de 1944 al campo de concentración de Auschwitz, donde Berger y Feldhammer fueron asesinados poco después de su llegada, el 23 de mayo de 1944.

## Filmografía seleccionada
- The Student of Prague (1913)
- Die Augen des Ole Brandis (1913)
- People in Ecstasy (1921)
- The Secrets of Berlin (1921)
- Dr. Mabuse the Gambler (1922)
- Phantom (1922)
- Madame de La Pommeraye's Intrigues (1922)
- The Green Manuela (1923)
- The Stone Rider (1923)
- The Ancient Law (1923)
- The Assmanns (1925)
- Eternal Allegiance (1926)
- Metropolis (1927)
- Spies (1928)
- Land Without Women (1929)